# Ragnar Jónasson
En aquest nom islandès, el darrer nom és un patronímic, no pas un cognom. La manera de referir-se a aquesta persona és pel nom de pila.
Ragnar Jónasson   (Reykjavík, 1976) és un escriptor islandès de ficció policíaca. Amb disset anys es va convertir en el traductor a l’islandès de les novel·les d’Agatha Christie. És l’autor de la sèrie més venuda (Islàndia negra), ambientada a la localitat de Siglufjörður i amb el detectiu novell Ari Tór com a protagonista. També és el cofundador del festival internacional Icelandic Noir d'escriptura criminal de Reykjavík. Llicenciat en Dret treballa com a banquer d'inversió a Reykjavík, a més d'ensenyar dret a la Universitat de Reykjavík.

## Obra publicada
Sèrie Siglufjörður (traduïda al català per Sèrie Islàndia Negra)
- 2009 - Fölsk nóta
- 2010 - Snjóblinda (L'ombra de la por -Islàndia Negra 1- Columna Edicions. 2019. Traducció d'Esther Roig)[4]
- 2011 - Myrknætti (La mort blanca -Islàndia Negra 2- Columna Edicions. 2020. Traducció d'Esther Roig)[5]
- 2012 - Rof (Boira a l'ànima -Islàndia Negra 3- Columna Edicions. 2021. Traducció d'Esther Roig)[6]
- 2013 - Andköf (La nit eterna -Islàndia Negra 4- Columna Edicions. 2022. Traducció d'Esther Roig)[7]
- 2014 - Náttblinda (La veritat silenciada -Islàndia Negra 5- Columna Edicions. 2023. Traducció d'Esther Roig)[8]
- 2020 - Vetrarmein (El crim del fiord -Islàndia Negra 6- Columna Edicions. 2024. Traducció d'Esther Roig)[9]

Sèrie Hidden Iceland (traduïda al català per Sèrie Inspectora Hulda)
- 2015 - Dimma (La dama de Reykjavík -Inspectora Hulda 1- Columna Edicions. 2023. Traducció de Marta de Bru de Sala i Martí)[10]
- 2016 - Drungi (L'illa -Inspectora Hulda 2- Columna Edicions. 2024. Traducció de Marta de Bru de Sala i Martí)[11]
- 2017 - Mistur (La tempesta -Inspectora Hulda 3- Columna Edicions. 2025. Traducció de Marta de Bru de Sala i Martí)[12]

Novel·les autònomes
- 2018 - Þorpið
- 2019 - Hvítidauði
- 2021 - Úti

Històries curtes en anglès
- 2014 - Death of a Sunflower (Ellery Queen Mystery Magazine)
- 2014 - Party of Two (CWA 2014 Anthology (Severn House))
- 2014 - A Moment by the Sea (Orendabooks.co.uk)
- 2015 - A Letter to Santa (Ellery Queen Mystery Magazine)
- 2017 - A Postcard from Iceland (Mystery Tour - CWA 2017 (Orenda Books))
- 2019 - Don’t Panic (Ellery Queen Mystery Magazine)
- 2020 - The Silence of the Falling Snow (Penguin & Macmillan, The Mist)
- 2020 - The Daughter (Goldsboro Books)
- 2020 - A Christmas Puzzle (The Mysterious Bookshop)
- 2021 - The Concert (escrit conjuntament amb Víkingur Ólafsson)

## Adaptacions
L'any 2024, la trilogia Sèrie Inspectora Hulda s'adapta a la televisió per part de la plataforma SkyShowtime amb el nom The Darkness (La foscor).